# Championnat d'Europe masculin de basket-ball en fauteuil roulant 2021
Pour un article plus général, voir Championnat d'Europe de basket-ball en fauteuil roulant.
Cet article traite de l'épreuve masculine. Pour la compétition féminine, voir Championnat d'Europe féminin de basket-ball en fauteuil roulant 2021.
Navigation
Édition précédente Édition suivante
Le championnat d'Europe de basket-ball en fauteuil roulant masculin 2021, ou IWBF European Wheelchair Basketball Championship for Men division A (ECMA) 2021, est le championnat d'Europe masculin d'handibasket de première division (appelée Division A), organisé par l'IWBF Europe.
La compétition a lieu à Madrid, en même temps que la compétition féminine. La Grande-Bretagne, aussi championne du Monde en titre, est le tenant du titre.
Elle est marquée par l'éviction de la Turquie lors de la troisième journée en raison d'un nombre trop important de cas positifs au Covid-19, conformément au protocole sanitaire de la compétition. La situation prend une tout autre ampleur au matin du dernier jour de compétition, avec le forfait du favori, la Grande-Bretagne (qualifiée pour la finale) à la suite de plusieurs cas positifs au sein de son effectif, puis de l'Allemagne et de l'Italie qui devaient se rencontrer pour la médaille de bronze.
Le titre européen est décerné aux Pays-Bas, ce qui constitue le deuxième sacre de leur histoire après 1993. La Grande-Bretagne se voit attribuer la médaille d'argent mais aucune médaille de bronze n'est décernée, l'Allemagne et l'Italie se voyant classées à la quatrième place ex æquo.

## Compétition
La compétition réunit douze équipes : les dix maintenues en 2019 plus les finalistes du championnat d'Europe division B qui s'est tenu en 2021 (voir tableau ci-dessous).
| Sélection       | Classement Euro 2019  | Classement Jeux para. 2020 | Poule du tour préliminaire |
| --------------- | --------------------- | -------------------------- | -------------------------- |
| Grande-Bretagne | 1                     | 3                          | B                          |
| Espagne         | 2                     | 4                          | A                          |
| Turquie         | 3                     | 6                          | B                          |
| Allemagne       | 4                     | 7                          | A                          |
| Italie          | 5                     | -                          | B                          |
| Pologne         | 6                     | -                          | A                          |
| Pays-Bas        | 7                     | -                          | B                          |
| France          | 8                     | -                          | A                          |
| Suisse          | 9                     | -                          | A                          |
| Israël          | 10                    | -                          | B                          |
| Autriche        | 1 · (Euro 2021 div B) | -                          | B                          |
| Lituanie        | 2 · (Euro 2021 div B) | -                          | A                          |

### Tour préliminaire
Les quatre premières équipes de chaque groupe sont qualifiées pour les quarts de finale. Celles occupant les deux dernières places sont reversées dans un nouveau tableau pour disputer deux matchs de classement.

#### Groupe A
| # | Équipe    | Pts | G | P | F | Pm  | Pe  | Diff | Dép | Moy   |
| - | --------- | --- | - | - | - | --- | --- | ---- | --- | ----- |
| 1 | Allemagne | 10  | 5 | 0 | 0 | 387 | 241 | +136 |     | 77-48 |
| 2 | Espagne   | 9   | 4 | 1 | 0 | 363 | 288 | +75  |     | 73-58 |
| 3 | Pologne   | 8   | 3 | 2 | 0 | 349 | 320 | +29  |     | 70-64 |
| 4 | France    | 7   | 2 | 3 | 0 | 344 | 286 | +58  |     | 69-57 |
| 5 | Suisse    | 6   | 1 | 4 | 0 | 256 | 326 | -70  |     | 51-65 |
| 6 | Lituanie  | 5   | 0 | 5 | 0 | 171 | 409 | -238 |     | 34-82 |

| 4 décembre | Pologne   | 69 - 54 | Suisse    |
| 4 décembre | Allemagne | 87 - 19 | Lituanie  |
| 4 décembre | Espagne   | 64 - 61 | France    |
| 5 décembre | Lituanie  | 41 - 81 | Pologne   |
| 5 décembre | Suisse    | 48 - 76 | Espagne   |
| 5 décembre | France    | 55 - 69 | Allemagne |
| 6 décembre | Espagne   | 86 - 48 | Lituanie  |
| 6 décembre | Allemagne | 72 - 70 | Pologne   |
| 6 décembre | France    | 66 - 48 | Suisse    |
| 7 décembre | Allemagne | 86 - 43 | Suisse    |
| 7 décembre | Lituanie  | 34 - 92 | France    |
| 7 décembre | Pologne   | 58 - 83 | Espagne   |
| 8 décembre | France    | 70 - 71 | Pologne   |
| 8 décembre | Espagne   | 54 - 73 | Allemagne |
| 8 décembre | Suisse    | 63 - 29 | Lituanie  |

#### Groupe B
Après avoir disputé ses deux premiers matchs, l'équipe de Turquie doit déclarer forfait pour le reste de la compétition en raison de la multiplication de cas positifs au Covid-19 depuis l'arrivée de la délégation en Espagne.
| # | Équipe          | Pts | G | P | F | Pm  | Pe  | Diff | Dép | Moy   |
| - | --------------- | --- | - | - | - | --- | --- | ---- | --- | ----- |
| 1 | Grande-Bretagne | 10  | 5 | 0 | 0 | 352 | 182 | +170 |     | 83-46 |
| 2 | Pays-Bas        | 9   | 4 | 1 | 0 | 332 | 235 | +97  |     | 66-47 |
| 3 | Italie          | 8   | 3 | 2 | 0 | 259 | 219 | +40  |     | 60-55 |
| 4 | Autriche        | 6   | 1 | 4 | 0 | 194 | 389 | -195 | +1  | 39-78 |
| 5 | Israël          | 6   | 1 | 4 | 0 | 201 | 287 | -76  | -1  | 48-72 |
| 6 | Turquie         | 3   | 1 | 1 | 3 | 128 | 164 | -36  |     | 64-52 |

| 4 décembre | Italie          | 82 - 28   | Autriche        |
| 4 décembre | Turquie         | 55 - 63   | Pays-Bas        |
| 4 décembre | Grande-Bretagne | 103 - 460 | Israël          |
| 5 décembre | Autriche        | 41 - 73   | Turquie         |
| 5 décembre | Pays-Bas        | 45 - 69   | Grande-Bretagne |
| 5 décembre | Israël          | 48 - 64   | Italie          |
| 6 décembre | Pays-Bas        | 63 - 41   | Israël          |
| 6 décembre | Turquie         | 0F - 0    | Italie          |
| 6 décembre | Grande-Bretagne | 99 - 51   | Autriche        |
| 7 décembre | Turquie         | 0F - 0    | Israël          |
| 7 décembre | Autriche        | 17 - 79   | Pays-Bas        |
| 7 décembre | Italie          | 40 - 61   | Grande-Bretagne |
| 8 décembre | Pays-Bas        | 82 - 53   | Italie          |
| 8 décembre | Israël          | 56 - 57   | Autriche        |
| 8 décembre | Grande-Bretagne | 0 - F0    | Turquie         |

### Play-offs
Les quatre premiers des poules A et B sont qualifiés pour les quarts de finale et jouent le titre de champion d'Europe de division A. Les deux derniers se disputent le maintien en division A. De plus, les cinq premières places sont qualificatives pour les championnats du Monde 2022.

#### Tableau
|  | Quarts de finale | Quarts de finale | Quarts de finale | Quarts de finale |    |                 | Demi-finales | Demi-finales | Demi-finales                  | Demi-finales                  |                               |                               | Finale      | Finale      | Finale      | Finale      |
|  |                  |                  |                  |                  |    |                 |              |              |                               |                               |                               |                               |             |             |             |             |
|  | 9 décembre       | 9 décembre       | 9 décembre       | 9 décembre       |    |                 | 10 décembre  | 10 décembre  | 10 décembre                   | 10 décembre                   |                               |                               | 12 décembre | 12 décembre | 12 décembre | 12 décembre |
|  | 9 décembre       | 9 décembre       | 9 décembre       | 9 décembre       |    |                 | 10 décembre  | 10 décembre  | 10 décembre                   | 10 décembre                   |                               |                               | 12 décembre | 12 décembre | 12 décembre | 12 décembre |
|  | A1               | Allemagne        | 98               | 98               |    |                 | 10 décembre  | 10 décembre  | 10 décembre                   | 10 décembre                   |                               |                               | 12 décembre | 12 décembre | 12 décembre | 12 décembre |
|  | A1               | Allemagne        | 98               | 98               |    |                 | 10 décembre  | 10 décembre  | 10 décembre                   | 10 décembre                   |                               |                               | 12 décembre | 12 décembre | 12 décembre | 12 décembre |
|  | B4               | Autriche         | 52               | 52               |    |                 | 10 décembre  | 10 décembre  | 10 décembre                   | 10 décembre                   |                               |                               | 12 décembre | 12 décembre | 12 décembre | 12 décembre |
|  | B4               | Autriche         | 52               | 52               | A1 | Allemagne       | 58           | 58           |                               |                               |                               |                               | 12 décembre | 12 décembre | 12 décembre | 12 décembre |
|  | 9 décembre       |                  |                  |                  | A1 | Allemagne       | 58           | 58           |                               |                               |                               |                               | 12 décembre | 12 décembre | 12 décembre | 12 décembre |
|  |                  |                  | B2               | Pays-Bas         | 65 | 65              |              |              |                               |                               |                               |                               | 12 décembre | 12 décembre | 12 décembre | 12 décembre |
|  | B2               | Pays-Bas         | B2               | Pays-Bas         | 65 | 65              | 62           | 62           |                               |                               |                               |                               | 12 décembre | 12 décembre | 12 décembre | 12 décembre |
|  | B2               | Pays-Bas         | 10 décembre      |                  |    |                 | 62           | 62           |                               |                               |                               |                               | 12 décembre | 12 décembre | 12 décembre | 12 décembre |
|  | A3               | Pologne          | 58               | 58               |    |                 |              |              |                               |                               |                               |                               | 12 décembre | 12 décembre | 12 décembre | 12 décembre |
|  | A3               | Pologne          | 58               | 58               | B2 | Pays-Bas        |              |              |                               |                               |                               |                               |             |             |             |             |
|  | 9 décembre       |                  |                  |                  | B2 | Pays-Bas        |              |              |                               |                               |                               |                               |             |             |             |             |
|  |                  |                  | B1               | Grande-Bretagne  | F  | F               |              |              |                               |                               |                               |                               |             |             |             |             |
|  | B1               | Grande-Bretagne  | B1               | Grande-Bretagne  | F  | F               | 81           | 81           |                               |                               |                               |                               |             |             |             |             |
|  | B1               | Grande-Bretagne  |                  |                  |    |                 |              |              |                               |                               |                               |                               |             |             |             |             |
|  | A4               | France           | 56               | 56               |    |                 |              |              |                               |                               |                               |                               |             |             |             |             |
|  | A4               | France           | 56               | 56               | B1 | Grande-Bretagne | 65           | 65           | Match pour la troisième place | Match pour la troisième place | Match pour la troisième place | Match pour la troisième place |             |             |             |             |
|  | 9 décembre       |                  |                  |                  | B1 | Grande-Bretagne | 65           | 65           | Match pour la troisième place | Match pour la troisième place | Match pour la troisième place | Match pour la troisième place |             |             |             |             |
|  |                  |                  | B3               | Italie           | 43 | 43              |              |              | 12 décembre                   | 12 décembre                   | 12 décembre                   | 12 décembre                   |             |             |             |             |
|  | A2               | Espagne          | B3               | Italie           | 43 | 43              | 45           | 45           | 12 décembre                   | 12 décembre                   | 12 décembre                   | 12 décembre                   |             |             |             |             |
|  | A2               | Espagne          |                  |                  |    |                 |              | 45           |                               |                               | A1                            | Allemagne                     | F           | F           |             |             |
|  | B3               | Italie           | 62               | 62               |    |                 |              |              |                               |                               | A1                            | Allemagne                     | F           | F           |             |             |
|  | B3               | Italie           | 62               | 62               | B3 | Italie          | F            | F            |                               |                               |                               |                               |             |             |             |             |
|  |                  |                  |                  |                  |    |                 |              |              |                               |                               |                               |                               |             |             |             |             |

Les équipes éliminées en quarts de finale sont reversées dans ce tableau qui attribue les places de 5 à 8.
|  | Tour de classement (5 à 8) | Tour de classement (5 à 8) |              |      | 5e place    | 5e place    |
|  | Tour de classement (5 à 8) | Tour de classement (5 à 8) |              |      | 5e place    | 5e place    |
|  |                            |                            |              |      |             |             |
|  | 10 décembre                | 10 décembre                |              |      | 11 décembre | 11 décembre |
|  | 10 décembre                | 10 décembre                |              |      | 11 décembre | 11 décembre |
|  | [B4] Autriche              | 49                         |              |      | 11 décembre | 11 décembre |
|  | [B4] Autriche              | 49                         |              |      | 11 décembre | 11 décembre |
|  | [A3] Pologne               | 60                         |              |      | 11 décembre | 11 décembre |
|  | [A3] Pologne               | 60                         | [A3] Pologne | 78ap |             |             |
|  | 10 décembre                |                            | [A3] Pologne | 78ap |             |             |
|  |                            | [A4] France                | 79           |      |             |             |
|  | [A4] France                | [A4] France                | 79           | 77   |             |             |
|  | [A4] France                |                            |              | 77   |             |             |
|  | [A2] Espagne               | 60                         |              |      |             |             |
|  | [A2] Espagne               | 60                         | 7e place     |      |             |             |
|  |                            |                            |              |      |             |             |
|  | 11 décembre                |                            |              |      |             |             |
|  |                            |                            |              |      |             |             |
|  | [B4] Autriche              | 49                         |              |      |             |             |
|  | [B4] Autriche              | 49                         |              |      |             |             |
|  | [A2] Espagne               | 71                         |              |      |             |             |
|  | [A2] Espagne               | 71                         |              |      |             |             |

Les deux derniers de chaque poule effectuent deux tours de classement. Les perdants sont relégués en division B.
|  | Tour de classement (9 à 12) | Tour de classement (9 à 12) |             |    | 9e place    | 9e place    |
|  | Tour de classement (9 à 12) | Tour de classement (9 à 12) |             |    | 9e place    | 9e place    |
|  |                             |                             |             |    |             |             |
|  | 9 décembre                  | 9 décembre                  |             |    | 11 décembre | 11 décembre |
|  | 9 décembre                  | 9 décembre                  |             |    | 11 décembre | 11 décembre |
|  | [A5] Suisse                 |                             |             |    | 11 décembre | 11 décembre |
|  |                             |                             |             |    | 11 décembre | 11 décembre |
|  | [B6] Turquie                | F                           |             |    | 11 décembre | 11 décembre |
|  | [B6] Turquie                | F                           | [A5] Suisse | 48 |             |             |
|  | 9 décembre                  |                             | [A5] Suisse | 48 |             |             |
|  |                             | [B5] Israël                 | 62          |    |             |             |
|  | [B5] Israël                 | [B5] Israël                 | 62          | 62 |             |             |
|  | [B5] Israël                 |                             |             | 62 |             |             |
|  | [A6] Lituanie               | 45                          |             |    |             |             |
|  | [A6] Lituanie               | 45                          | 11e place   |    |             |             |
|  |                             |                             |             |    |             |             |
|  | 11 décembre                 |                             |             |    |             |             |
|  |                             |                             |             |    |             |             |
|  | [B6] Turquie                | F                           |             |    |             |             |
|  | [B6] Turquie                | F                           |             |    |             |             |
|  | [A6] Lituanie               |                             |             |    |             |             |
|  |                             |                             |             |    |             |             |

#### Troisième place
L'Allemagne et l'Italie déclarent toutes deux forfaits le matin de leur rencontre en raison d'une multiplication des cas de Covid-19 dans leurs effectifs respectifs.
| 12 décembre 2021 12h30 16h00 |  | Allemagne | 0-0 | Italie |  | Centro Deportivo Municipal Francisco Fernández Ochoa, San Blas Madrid |

#### Finale
La Grande-Bretagne déclare forfait le matin de la finale en raison de la multiplication des cas positifs au Covid-19 dans son effectif.
| 12 décembre 2021 18h30 |  | Pays-Bas | 20-0 | Grande-Bretagne |  | Centro Deportivo Municipal Francisco Fernández Ochoa, San Blas Madrid |

## Classement final
| Place                      | Équipe          |
| -------------------------- | --------------- |
| Médaille d'or, Europe      | Pays-Bas        |
| Médaille d'argent, Europe  | Grande-Bretagne |
| Médaille de bronze, Europe | Non attribuée   |
| 4                          | Allemagne       |
| 4                          | Italie          |
| 5                          | France          |
| 6                          | Pologne         |
| 7                          | Espagne         |
| 8                          | Autriche        |
| 9                          | Israël          |
| 10                         | Suisse          |
| 11                         | Lituanie        |
| 12                         | Turquie         |

- Équipes ayant obtenu leur qualification pour le championnat du Monde 2022
- Équipes rétrogradées en division B du championnat d'Europe

## Statistiques
En raison d'un nombre de matchs disputés variable d'une sélection à l'autre, les meilleurs joueurs dans chaque catégorie statistiques sont donnés à la fois à la moyenne par match mais aussi au total général. Le Français Nicolas Jouanserre inscrit le plus grand nombre de points (133), devant l'Allemand Aliaksandr Halouski (131) et le Néerlandais Mendel Op den Orth (130). Mais Aliaksandr Halouski possède la meilleure moyenne (18,7 points par match), devant Mendel Op den Orth (18,6) et un autre Allemand, Thomas Böhme (17,5). Le Polonais Dominik Moslet termine meilleur rebondeur avec 66 prises, mais le Britannique Lee Manning dispose de la meilleure moyenne (10,3 rebonds par match). Le Polonais Mateusz Filipski termine meilleur passeur (65 passes décisives, soit 8,1 par match). Le Français Sofyane Mehiaoui termine meilleur intercepteur avec un total de 25 (soit 3,1 interceptions par match).

## Récompenses: all-star five
- Andrzej Macek (1.5)
- Gregg Warburton (2.0)
- Philip Pratt (3.0)
- Thomas Böhme (3.0)
- Mendel Op den Orth (4.0)

## Annexe